# Buttes indiennes d'Etowah
Les buttes indiennes d'Etowah (9BR1) sont un site archéologique de 54 acres (220 000 m2) situé dans le comté de Bartow en Géorgie, au sud de Cartersville. Construit et occupé en trois phases, de 1000 à 1550 de notre ère, le site préhistorique est situé sur la rive nord de la rivière Etowah.
Le terrain historique d'Etowah Indian Mounds qui est géré par le ministère des Ressources naturelles de Géorgie est un site historique national. Il est considéré comme « le site culturel du Mississippi le plus intact du Sud-Est », selon les parcs et sites historiques de l'État de Géorgie. Les peuples historiques Creeks et Cherokees, qui ont chacun occupé cette région à des époques différentes, considèrent le lieu comme sacré.

## Histoire
Ce site a fait l'objet de fouilles professionnelles dès le début du XXe siècle. Des études complémentaires ont été entreprises au fur et à mesure de l'accumulation de preuves et de connaissances sur la succession des cultures dans cette région, avec l'aide de technologies modernes telles que la datation par le carbone 14 et les magnétomètres.
Des études menées à la fin du XXe siècle ont montré que les monticules ont été construits et occupés par des peuples autochtones préhistoriques de la culture mississippienne des Appalaches du Sud (une variante régionale de la culture mississippienne) de l'est de l'Amérique du Nord. Ils étaient les ancêtres du peuple historique Muscogee Creek parlant la langue muskogéenne et qui est apparu plus tard dans cette région.
Au XIXe siècle, les colons européens-américains ont cru à tort que les buttes avaient été construites par les Cherokees historiques, qui occupaient la région à l'époque. Mais de nombreux scientifiques estiment aujourd'hui que la tribu de langue iroquoienne n'a pas pu construire les monticules car elle n'a atteint cette partie de la Géorgie qu'à la fin du XVIIIe siècle. Les travaux de terrassement étant datés de périodes bien plus anciennes.
Au XXIe siècle, la nation Muscogee (Creek) reconnue par le gouvernement fédéral et aujourd'hui basée en Oklahoma, ainsi que la Poarch Band des Creeks de l'Alabama considèrent toutes deux Italwa comme leur ville ancestrale la plus importante. Les Cherokees la vénèrent également.

### Chronologie des sites
Tykeon Wilkes s'est servi des changements de styles des céramiques sur plusieurs sites de la vallée de la rivière Etowah pour déterminer des chronologies pour la région. Les céramiques trouvées à Etowah et sur d'autres sites régionaux ont été reconstituées et permettent de placer Etowah dans les séquences suivantes. La ville a été occupée au cours de trois phases archéologiques distinctes : vers 1000-1200 apr. J.-C., vers 1250-1375 apr. J.-C. et vers 1375-1550 apr. J.-C. Elle a connu son apogée vers 1325-1375 de notre ère.
| Période                  | Périodes régionales | Dates                | Phases du site Etowah | Marqueurs en céramique |
| ------------------------ | ------------------- | -------------------- | --------------------- | --- |
| Le Mississippien précoce | Phase d'Etowah      | 1000-1100 apr. J.-C. | Début de l'Etowah     | motif prédominant : diamant à base d'échelle, trempe de la coquille plus fréquente |
| Le Mississippien précoce | Phase d'Etowah      | 1100–1200 apr. J.-C. | Fin d'Etowah          | 2- Le motif du diamant à 2 barres est plus répandu, la trempe au grain est plus fréquente, la croix filfot, Etowah Incisé et Hiwassee Island rouge sur chamois apparaissent d'abord                                                                             |
| Le Mississippien moyen   | Phase de Savannah   | 1200–1250 apr. J.-C. | Inoccupé              | aucun site habité le long de la vallée de la rivière Etowah |
| Le Mississippien moyen   | Phase de Savannah   | 1250–1325 apr. J.-C. | Early Wilbanks        | Les poteries sont plus épaisses, plus audacieuses et comportent des motifs compliqués et estampillés. |
| Le Mississippien moyen   | Phase de Savannah   | 1325–1375 apr. J.-C. | Late Wilbanks         | poterie plus fine, estampage plus fin, apparition de formes de récipients et de motifs minoritaires, Rudder Comb Incised, Dallas Incised, Pisgah-like et Lake Jackson decorated.                                                                                |
| Mississippien tardif     | phase Lamar         | 1375–1425 apr. J.-C. | Stamp Creek           | manque de Lamar Incisé, des modifications du bord apparaissent, |
| Mississippien tardif     | phase Lamar         | 1425–1475 apr. J.-C. | Mayes(provisional)    | Jantes plus larges que celles de la phase précédente, motifs incisés à trois lignes exécutés avec audace |
| Mississippien tardif     | phase Lamar         | 1475–1550 apr. J.-C. | Brewster              | lignes incisées plus étroites, estampage négligé, la plupart des motifs ne pouvant plus être distingués, motifs rectilignes fréquents, Brewster et Barnett sont équivalents dans le temps et constituent davantage une distinction géographique dans la vallée. |
| Mississippien tardif     | phase Lamar         | 1500–1625 apr. J.-C. | Barnett               | pourcentage plus élevé de trempe en coquille que Brewster avec des types tels que Dallas Plain, Dallas Incised et Dallas Filleted. |

Etowah comprend trois buttes plates-formes principales et trois buttes mineures. La butte du chef, qui est le monticule A, mesure 63 pieds (19,2024 m) de haut, il est plus grand qu'un immeuble de six étages et couvre 3 acres (12 140,56926 m2) à sa base. En 2005-2008, la cartographie du sol à l'aide de magnétomètres a révélé de nouvelles données, montrant que le site était beaucoup plus complexe qu'on ne le pensait auparavant.

## Description du site

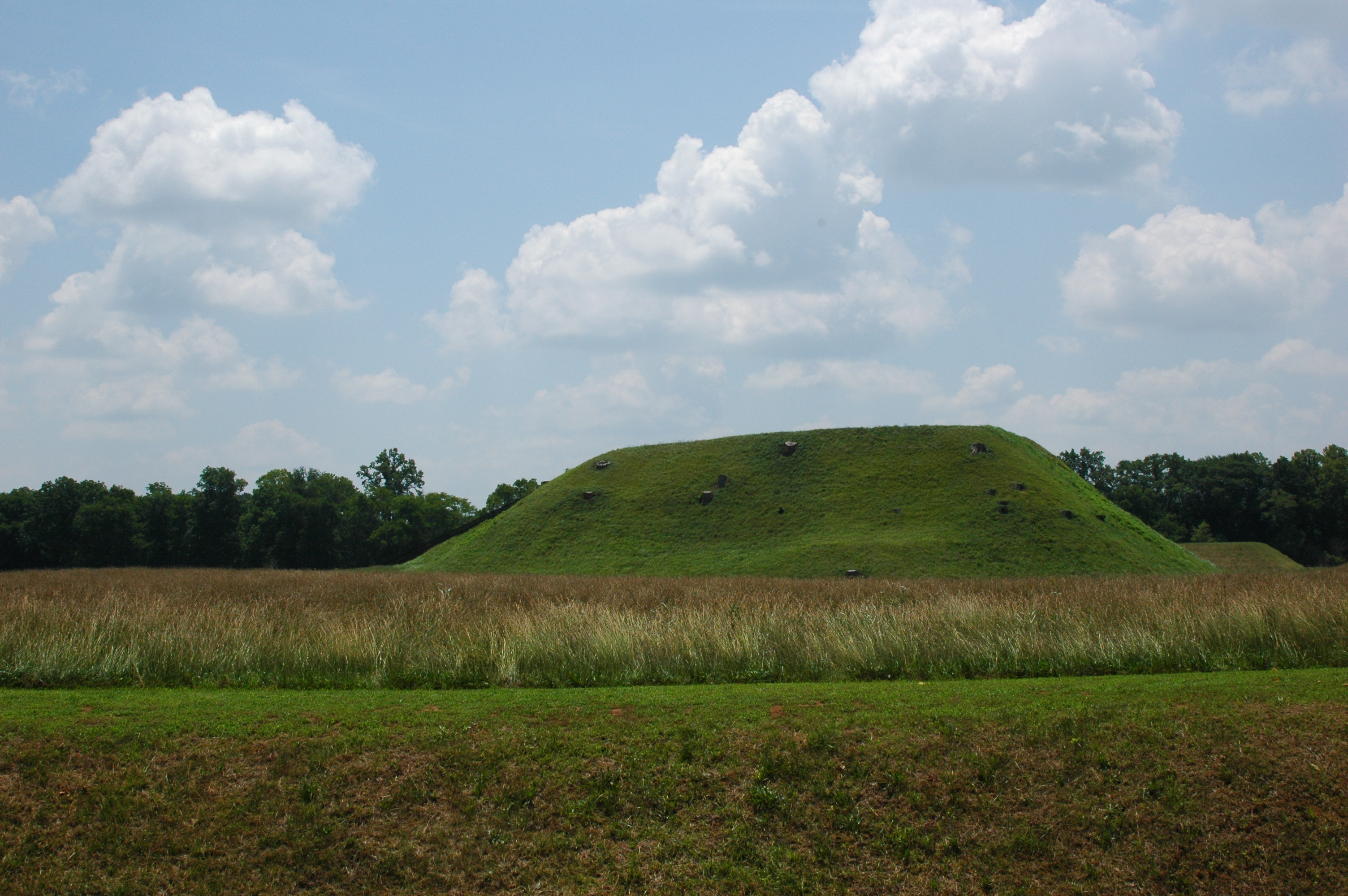
Monticule en chef (Monticule A).

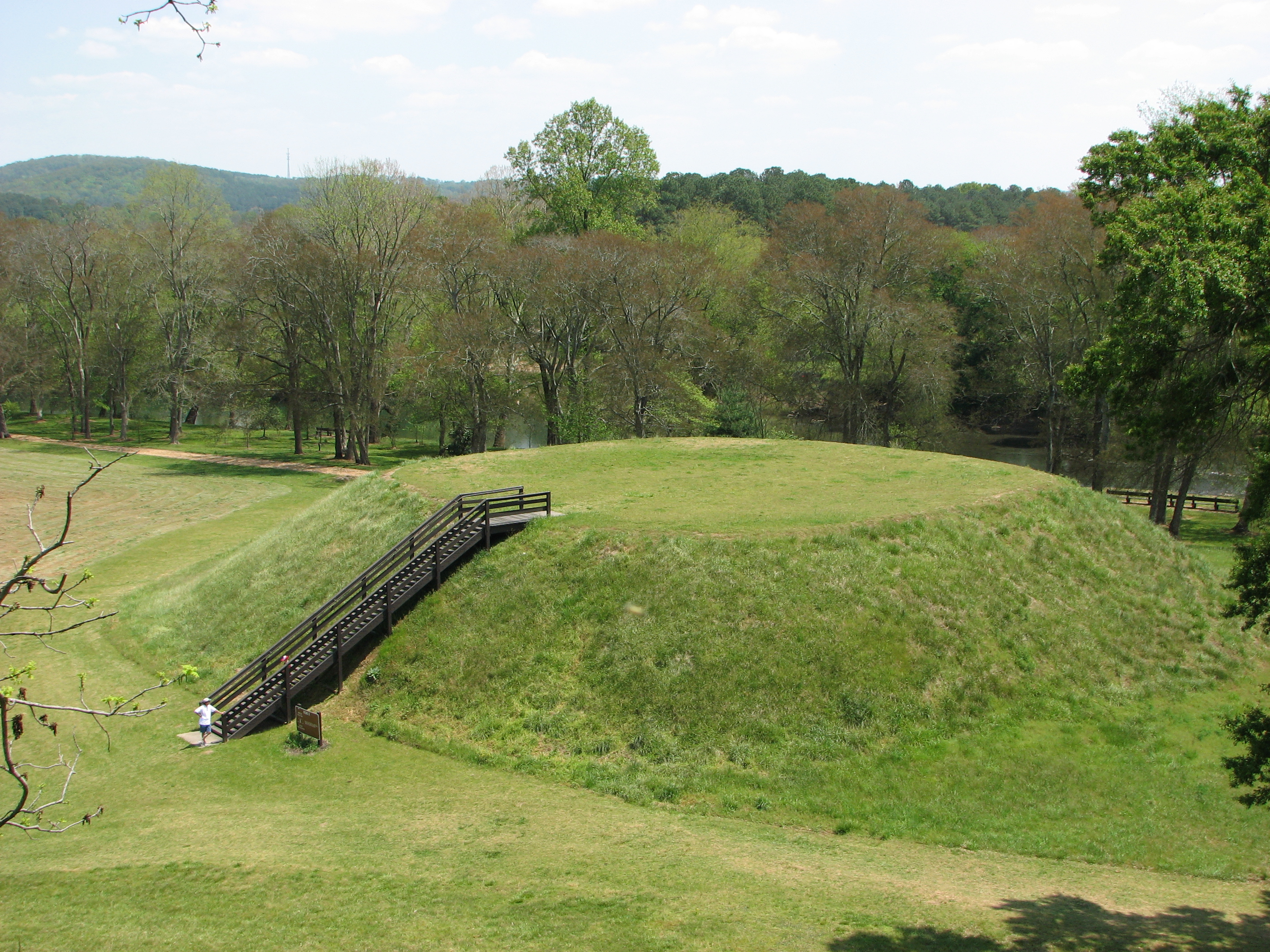
Monticule B, vu du monticule A.

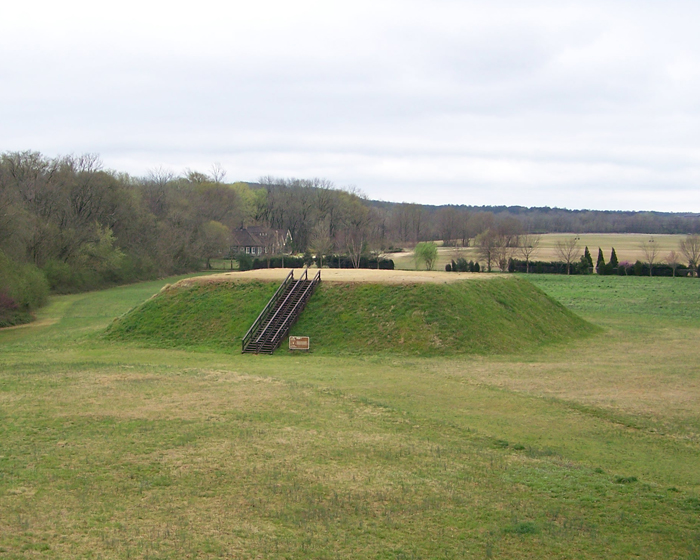
Monticule C.

L'équipe d'étude a identifié un total de 140 bâtiments sur le site. En outre, on a découvert que le tumulus A comportait quatre structures principales et une cour à l'apogée de la puissance de la communauté. Le tumulus B a une hauteur de 7,6 m. Le tumulus C, qui s'élève à 3,0 m, est le seul à avoir été entièrement fouillé. Des magnétomètres ont permis aux archéologues de déterminer l'emplacement des temples de rondins et de chaume qui étaient à l'origine construits sur les sommets des monticules. À côté des monticules se trouve une place cérémonielle surélevée et plane, qui a été construite pour servir de lieu de cérémonie, de jeu de stickball et de chunkey, ainsi qu'un bazar pour le commerce.
Lors de la visite des monticules d'Etowah, les visiteurs peuvent voir les « fosses d'emprunt » (que les archéologues considéraient à l'époque comme des douves), où les ouvriers ont creusé la terre pour construire les trois grands monticules au centre du parc.
Des poteries plus anciennes trouvées sur le site suggèrent l'existence d'un village antérieur (vers 200 av. J.-C. à 600 apr. J.-C.) associé à la culture Swift Creek. Cette occupation antérieure du sylvicole moyen à Etowah pourrait avoir été liée au grand centre de Swift Creek de Leake Mounds, à environ trois kilomètres en aval (à l'ouest) d'Etowah.
La guerre était monnaie courante ; de nombreux archéologues pensent que les habitants d'Etowah luttaient pour l'hégémonie sur le bassin fluvial de l'Alabama avec ceux de Moundville, un site mississippien situé dans l'actuel Alabama. La ville était protégée par un système sophistiqué de fortifications semi-circulaires.
Une bande extérieure formée par des vergers de noyers empêchait les armées ennemies de tirer des masses de flèches enflammées sur la ville. Un fossé de 2,7 à 3,0 mètres de profondeur empêchait l'ennemi d'entrer en contact direct avec les murs palissadés. Il servait également de système de drainage lors des grandes inondations, fréquentes depuis des siècles, à partir de cette période et jusqu'au XXe siècle. Les ouvriers ont formé la palissade en plaçant debout des rondins de 12 pieds (3,7 m) de haut dans un fossé d'environ 12 pouces (300 mm) de centre à centre. Ils ont remblayé autour des rondins pour former une digue. Les tours de garde pour les archers étaient espacées d'environ 24 mètres.

### Artéfacts

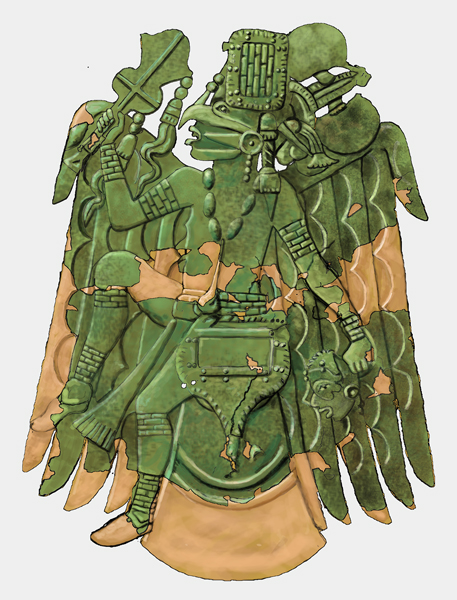
Illustration d'une plaque Rogan (n° de catalogue A91117, Département d'anthropologie, NMNH, Smithsonian), une danseuse de faucon en plaque de cuivre repoussé trouvée à Etowah, mais qui aurait été fabriquée à Cahokia au XIIIe siècle.

Les artéfacts découverts dans les sépultures du site d'Etowah indiquent que ses habitants développèrent une culture artistiquement et techniquement avancée. De nombreux outils en cuivre, des armes et plaques ornementales en cuivre accompagnaient les sépultures des membres de l'élite d'Etowah. Là où la contigüité du cuivre protégeait les fibres textiles de la dégradation, les archéologues ont trouvé des tissus aux couleurs vives et aux motifs ornementaux. Il s'agit des vestiges des vêtements des élites sociales.
De nombreuses statuettes en argile et dix statues en pierre du Mississippi ont été découvertes au fil des ans aux alentours d'Etowah. Beaucoup sont des statues jumelées, qui représentent un homme assis les jambes croisées et une femme agenouillée. Les femmes portent des jupes enveloppantes et les hommes sont généralement représentés sans vêtements visibles, bien qu'ils aient tous deux une coiffure élaborée. On pense que le couple représente les ancêtres de la lignée. Des statues individuelles de jeunes femmes les montrent également agenouillées, mais avec des caractéristiques supplémentaires telles que des organes sexuels visibles, qui ne sont pas visibles sur les statues jumelées. Ces figures féminines représenteraient une déesse de la fertilité ou de la Terre Mère. Il y a d’autres symboles associés au complexe cérémoniel du sud-est qui apparaissent sur de nombreux objets trouvés à Etowah comme l'homme-oiseau, la main dans l'œil, la croix solaire.

### Commerce
La rivière Etowah est un affluent des rivières Coosa et Alabama et forme la frontière entre la limite sud des Appalaches de la crête et de la vallée et le plateau de piedmont. Le commerce des tributs fournissaient des coquilles de busycons du golfe du Mexique, du cuivre, du mica et du silex du plateau de Cumberland ainsi que « de la galène, du graphite et toute une gamme d'ocres pour fournir des pigments pour la peinture des bâtiments, des corps et des œuvres d'art ; de la pierre verte et du marbre pour fournir la matière première pour les outils, les armes et les objets rituels » du Piémont. Le sol limoneux du lit de la rivière pouvait être facilement travaillé à l'aide de bâtons de creusage et de houes en pierre et en coquillage. Les crues de la rivière renouvelaient sa fertilité chaque année. À l'abri du gel la majeure partie de l'année, la terre produisait de riches récoltes de maïs, de haricots et de courges, cultures traditionnelles des peuples indigènes.

### Habitat
Les châtaigniers, les noyers, les caryas et les kakis qui poussaient dans les forêts des hautes terres fournissaient des noix et des fruits aux habitants d'Etowah, ainsi qu'aux cerfs de Virginie, au dindes sauvages et au petit gibier qu'ils chassaient. D'autres plantes ont été cueillies, comme l'ortie et le mûrier à papier. Un houx indigène était cueilli, dont les feuilles et les tiges étaient incorporées à la boisson noire utilisée lors des cérémonies rituelles de purification. La canne à sucre poussait en fourrés denses et était utilisée pour fabriquer des pointes de flèches, des toits en chaume et des fentes pour tresser des paniers, des bancs et des nattes pour les murs et les sols.
Les bancs de rivière regorgent de moules et de tortues d'eau douce. Les Mississippiens construisaient des barrages rocheux en forme de V pour capturer les poissons-chats, les tambours et gars, qu'ils attrapaient dans des paniers de cannes de rivière. Les chercheurs ont trouvé des vestiges de plus de 100 barrages rocheux le long de la rivière Etowah. L'un d'entre eux a été restauré dans l'enceinte du site historique.

## Post-contact
Les recherches archéologiques sur le sujet ne sont pas concluantes, mais le site d'Etowah pourrait être le même qu'un village au nom similaire visité par le conquistador espagnol Hernando de Soto en 1540. Les chroniqueurs de l'expédition de Soto n'ont pas mentionné de grands monticules dans leur rapport sur la visite d'une ville nommée Itaba, bien que l'historien Marvin T. Smith suggère que les monticules, qui étaient probablement envahis par la végétation et non entretenus à l'époque de l'expédition, n'ont peut-être tout simplement pas attiré l'attention des explorateurs espagnols. Itaba signifie « frontière » ou passage de sentier dans la langue alabama. Le nom anglais des monticules, Etowah, est dérivé d'un nom de lieu archaïque de Muscogee archaïque, Italwa. À l'origine,Italwa désignait probablement le symbole de la croix solaire. Dans la langue moderne Muskogee, il signifie « ville ».
Jusqu'à la publication d'études datant de la fin du XXe siècle, la plupart des Euro-Américains de Géorgie pensaient qu'Etowah avait été construit par les fameux Cherokees historiques. Or, les Cherokees ne sont arrivés dans cette partie de la Géorgie qu'à la fin du XVIIIe siècle, soit deux à sept siècles après la construction des monticules. La plupart des spécialistes pensent que le complexe de monticules a probablement été construit par des personnes de la civilisation mississippienne des Appalaches du Sud. Ils sont considérés comme les ancêtres des Muscogees historiques, connus depuis longtemps sous le nom de peuple Creek. La plupart des peuples de la confédération Creek ont été déplacés vers le territoire indien dans les années 1830.
Depuis, les descendants des Creek ont formé deux tribus reconnues par le gouvernement fédéral : la plus importante est la nation Muscogee (Creek) en Oklahoma ; le groupe Poarch des Indiens Creek en Alabama est la seule tribu reconnue par le gouvernement fédéral dans cet État. Toutes deux considèrent Italwa, ou Etowah, comme leur ville séculaire la plus importante. Le titre officiel du principal chef de la nation Creek est Italwa Mikko (le mot muskogee pour chef est miko). Une nouvelle maquette à grande échelle d'Italwa est exposée en permanence dans la rotonde du Capitole de Muskogee (Creek) à Okmulgee, Oklahoma.

## Histoire des fouilles et des études

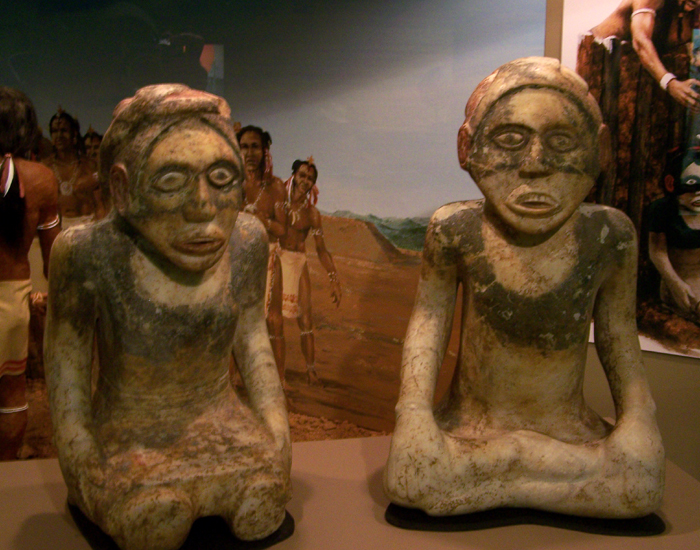
Effigies en marbre du monticule d'Etowah C, c. 1250–1375 : femme agenouillée à gauche et homme à droite.

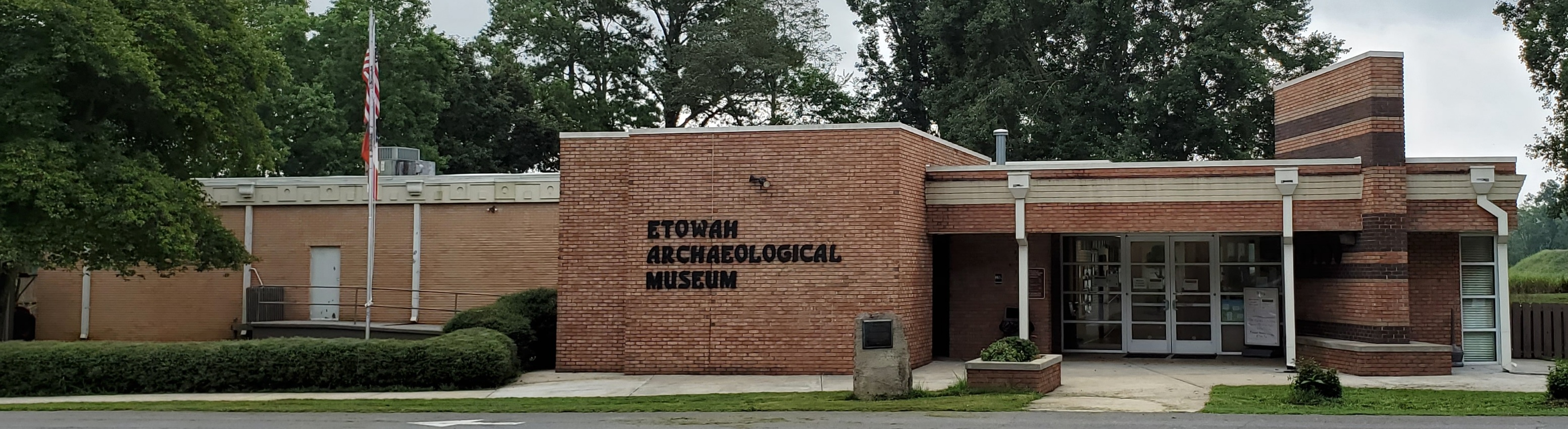
Musée archéologique d'Etowah, situé sur le site.

Le missionnaire Elias Cornelius a visité le site en 1817 et l'a décrit dans son journal publié par Bela Bates Edwards en 1833. Il s'est rendu compte qu'un monticule devait avoir plus de deux cents ans, en raison de la taille des arbres qui y poussaient, mais il n'avait qu'une vague idée de son histoire réelle. Cyrus Thomas et John P. Rogan ont étudié le site en 1883 pour le compte de la Smithsonian Institution, qui menait alors une enquête sur les sites de tumulus reconnus.
La première étude archéologique bien documentée sur le site n'a commencé qu'à l'hiver 1925, sous la direction de Warren K. Moorehead. Ses fouilles dans le tumulus C du site ont révélé un riche éventail d'objets funéraires de la culture mississippienne. Ces artefacts, ainsi que les collections de Cahokia, du site de Moundville, des Lake Jackson Mounds et de Spiro Mounds, constitueront la majorité des matériaux utilisés par les archéologues pour définir le complexe cérémonial du sud-est (SECC). L'excavation professionnelle de cet énorme tumulus a donné une impulsion majeure à l'étude des artefacts et des peuples du Mississippi. Elle a permis de mieux comprendre les œuvres d'art amérindiennes antérieures au contact avec l'homme.
Arthur R. Kelly, qui était le président fondateur du Département d'anthropologie de l'Université de Géorgie, a, avant les projets de contrôle des inondations prévus dans la région mené aussi des fouilles et des études professionnelles à Etowah Mounds. Le gouvernement a construit le barrage d'Allatoona en amont pour contrôler les inondations en 1947. En 1964, le site d'Etowah a été classé monument historique national.
Le musée Etowah Indian Mounds présente des artefacts trouvés sur le site, notamment des poteries de la culture mississippienne, des haches monolithiques en pierre, des statues en pierre de la culture du Mississippi, des bijoux en cuivre, des gorgets en coquillage qui sont des pendentifs en coquillage poli et sculpté portés autour du cou, ainsi que d'autres objets.

## Galerie

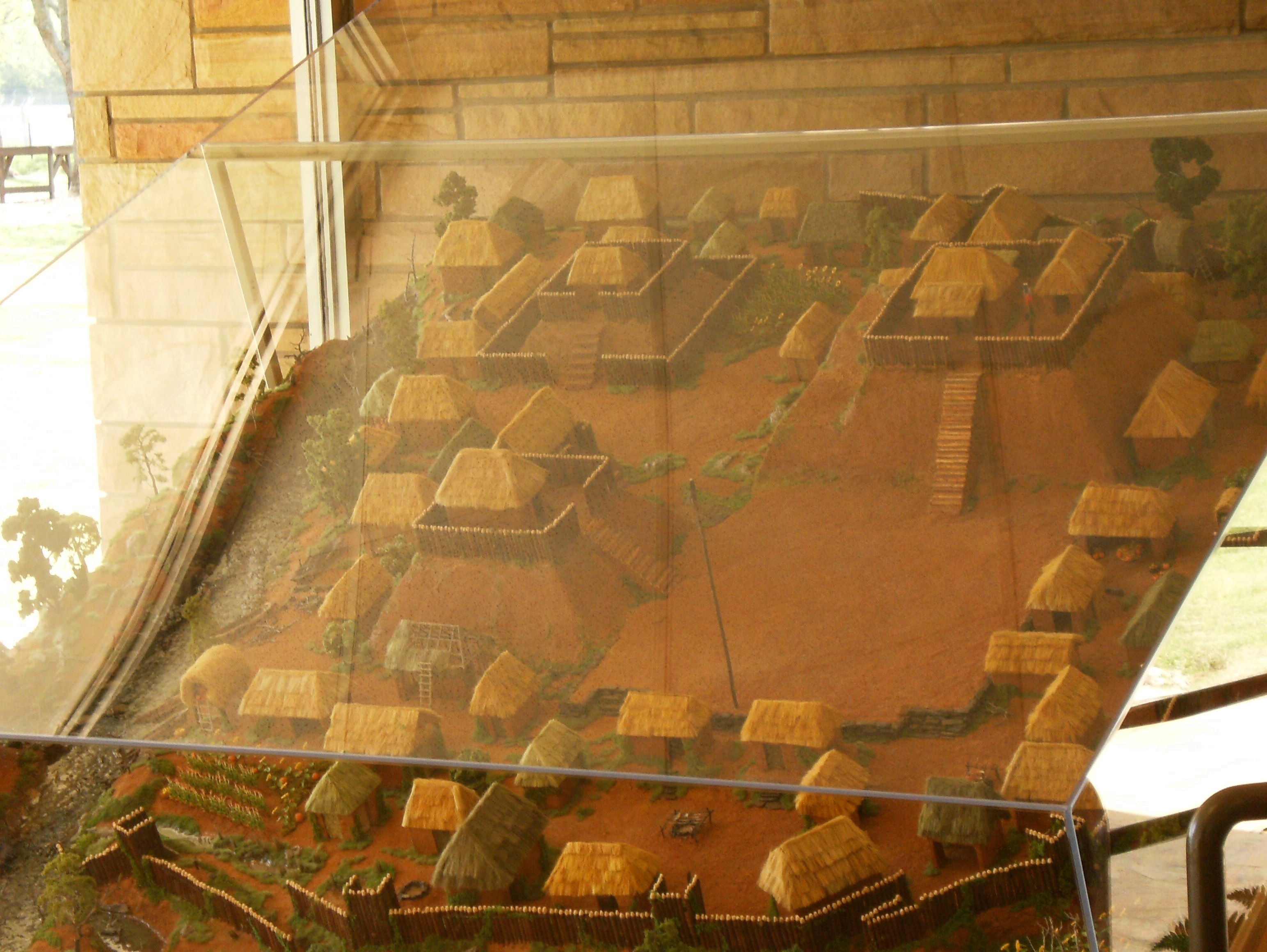
Modèle d'Etowah à son apogée
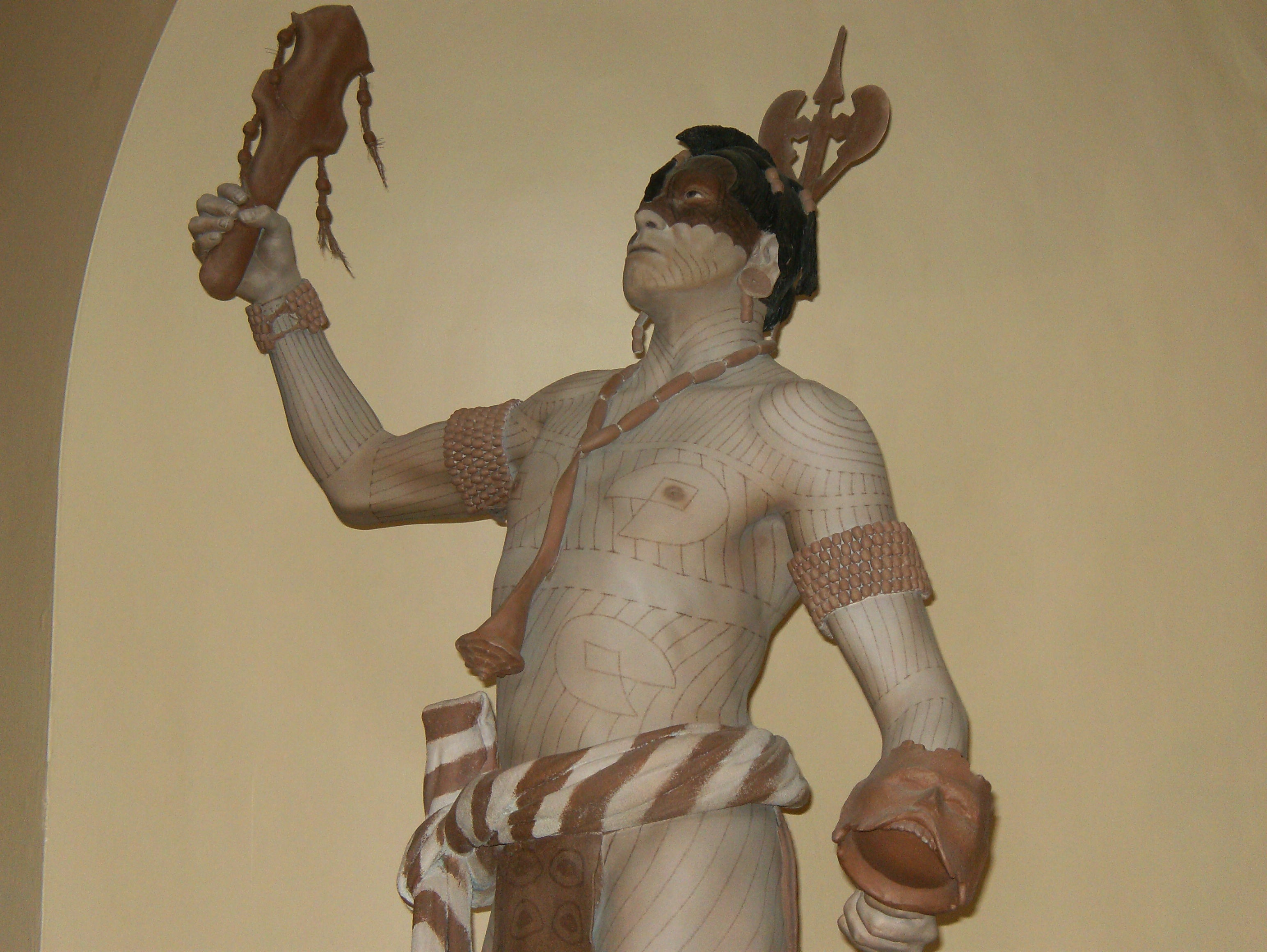
Statue du chef Etowah, Georgia State Capitol, basée sur les découvertes archéologiques et les descriptions des premiers explorateurs européens.
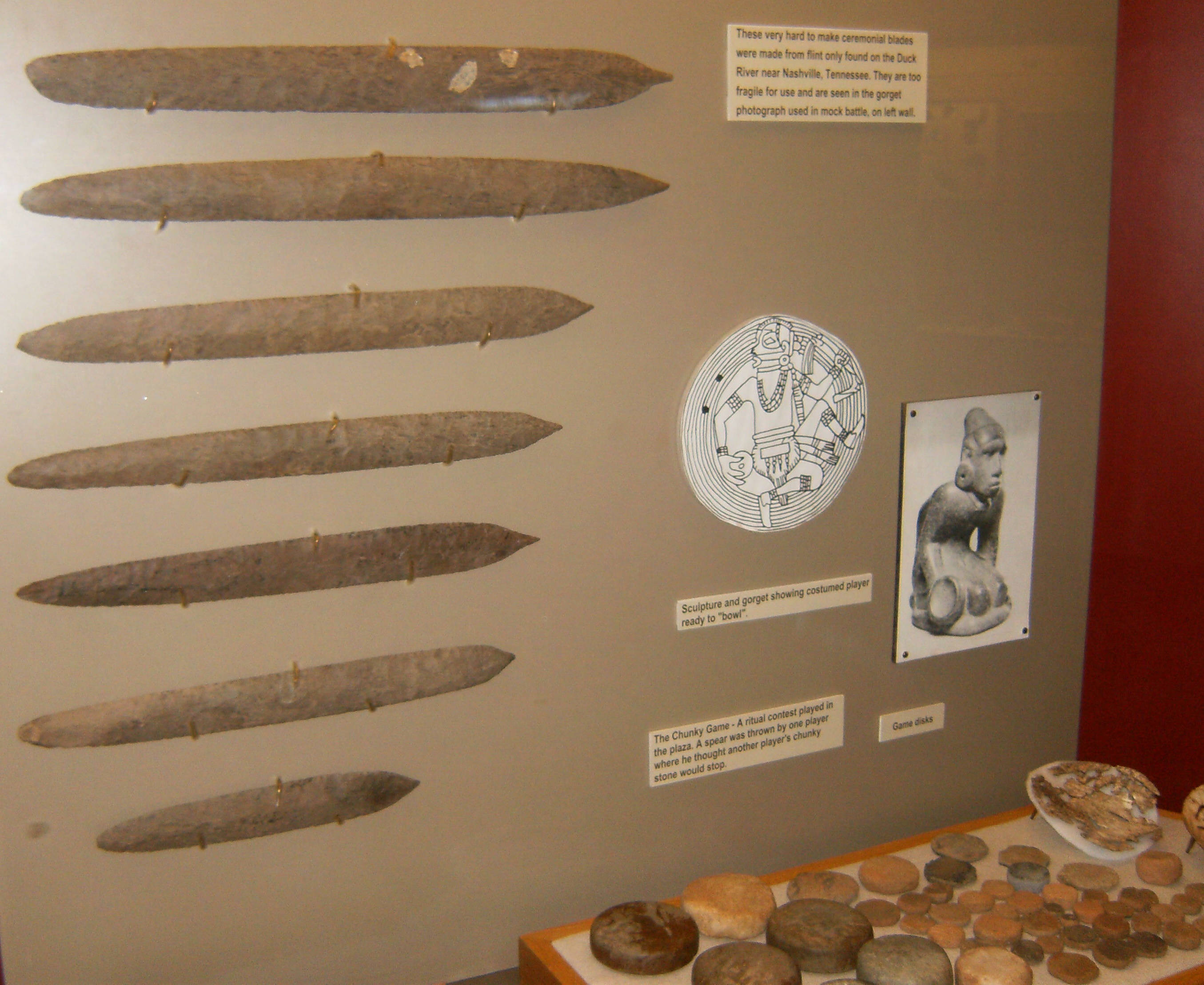
Lames cérémonielles en silex et pierres à chunkey
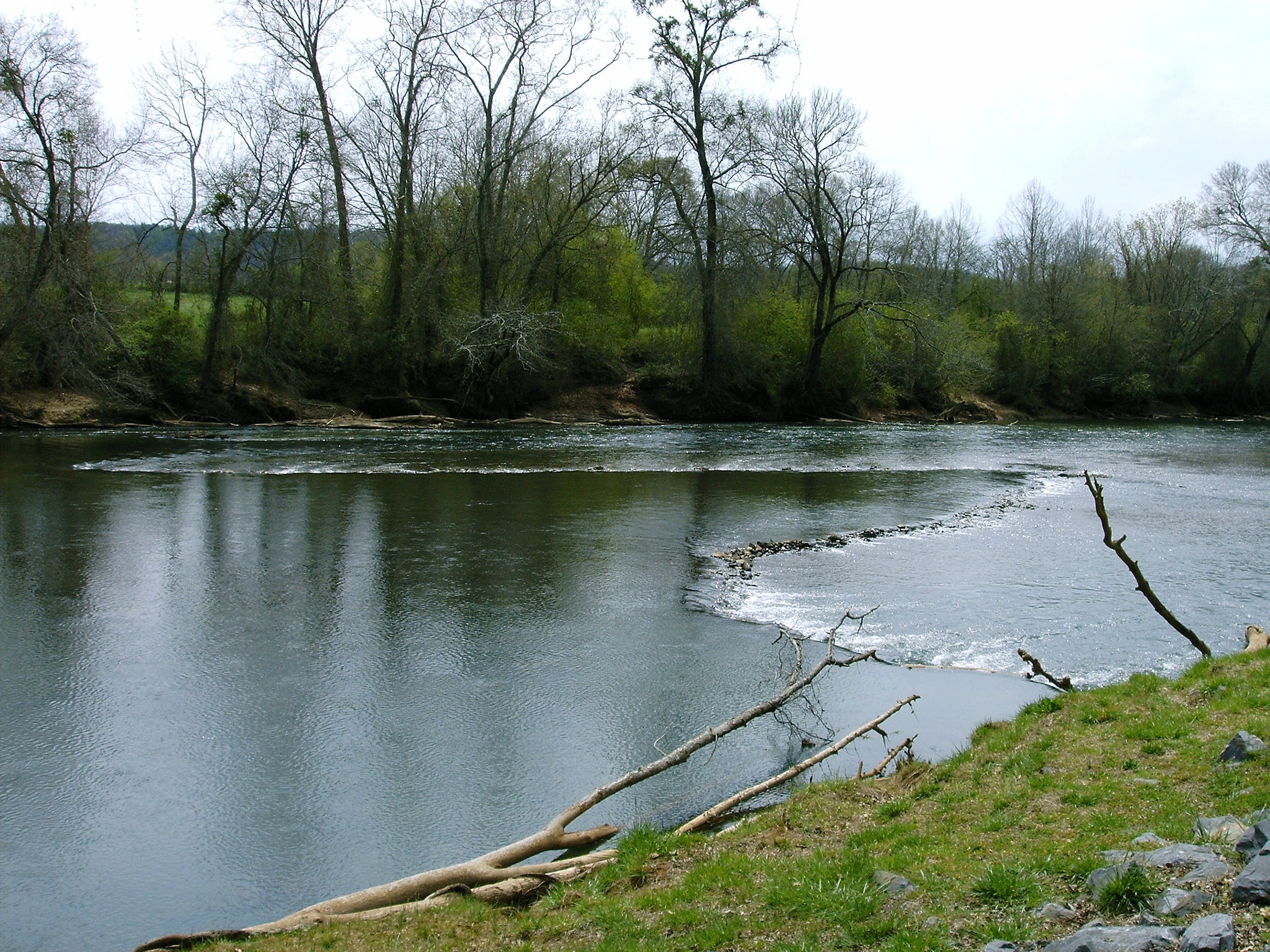
Construction d'un barrage de pêche en roche sur la rivière Etowah
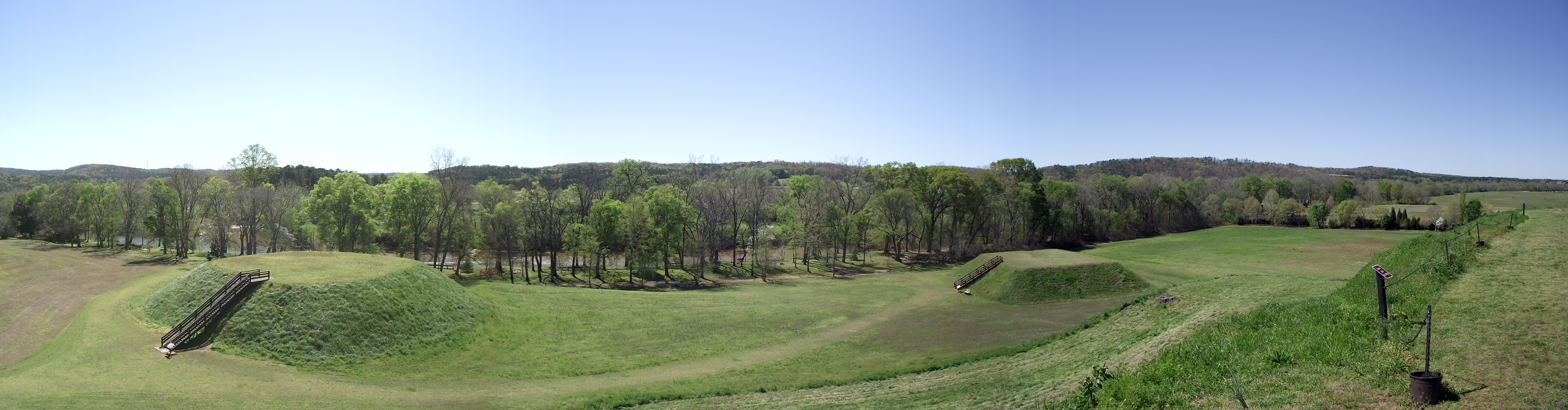
Monticules B et C depuis le sommet du monticule A

## Voir également
- Parc historique national d'Ocmulgee Mounds ( comté de Bibb, Géorgie )
- Monticules de Kolomoki
- Monticules de fuite (9BR2)
- Site de Wilbanks
- Complexe cérémoniel du sud-est
- Liste des sites mississippiens
- Centre du patrimoine Funk
- Liste des monuments historiques nationaux en Géorgie (État américain)
- Registre national des listes de lieux historiques dans le comté de Bartow, Géorgie

## Lectures complémentaires
- Squier, Ephraim George et Edwin Hamilton Davis, Monuments antiques de la vallée du Mississippi, p. 232-235.